# USS Artisan (ABSD-1)
L'USS Artisan (ABSD-1), rebaptisé plus tard (AFDB-1), était un grand dock flottant auxiliaire, non automoteur de dix sections de l'US Navy. Seul navire de guerre américain portant ce nom, l' Artisan a été construit en sections en 1942 et 1943 par la Everett-Pacific Shipbuilding & Dry Dock Company (en), à Everett, État de Washington, la Chicago Bridge & Iron Company, à Eureka, en Californie, la Pollock-Stockton Shipbuilding Company (en), à Stockton, Californie, et la Chicago Bridge & Iron Company, à Morgan City, en Louisiane. Ce navire a été mis en service à Everett, le 10 mai 1943, sous le commandement du capitaine Andrew R. Mack. Avec les dix sections jointes, il mesurait 283 m de long, 24 m de haut (de la quille au pont du puits) et une largeur intérieure libre de 78 m.
Chaque section pesait 3 850 tonnes et mesurait 28,30 m de long, avec une poutre de 50,30 m, une profondeur moulée de 22,90 m et une capacité de charge de 10 000 tonnes. Chacun avait quatre compartiments de ballast. ABSD-1 avait une grue mobile d'une capacité de 15 tonnes avec un rayon de 25,90 m et six cabestans pour la traction. Il était généralement déployé avec deux barges de soutien ou plus.
En remorquage, les deux parois latérales sont repliées pour réduire la résistance au vent et abaisser le centre de gravité.

## Service de guerre
Le dock flottant a fait le voyage vers le Pacifique sud-ouest en deux convois. La paire de sections construites sur la côte du golfe a quitté Morgan City, en Louisiane, le 14 juillet 1943, tandis que les huit sections restantes ont été remorquées à San Francisco, en Californie, avant de prendre la mer le 28 août 1943. Les deux premières sections sont arrivées à Espiritu Santo aux Nouvelles-Hébrides le 24 septembre, les sections de la côte ouest le 2 octobre. Puis l'équipage a commencé à assembler le navire. Treize marins se sont noyés le 2 novembre lors du naufrage d'une de ses sections.
À la fin de 1943, le dock flottant était une cale sèche de travail de huit sections réparant une variété de navires de la marine. En avril 1944, ABSD-1 est devenu un dock complet de dix sections lorsque sa section restante a été combinée avec une autre de l' ABSD-2 et a été jointe aux huit déjà en fonctionnement.
Il a servi à la Base navale d'Espiritu Santo jusqu'à la mi-avril 1945, date à laquelle il a reçu l'ordre de transfert vers la grande base du Golfe de Leyte aux Philippines. Son démontage a été terminé début juin et, le 30 juin, les six premières sections ont commencé le voyage, via Jayapura, Nouvelle-Guinée, vers Leyte. Les quatre sections restantes ont pris le départ le 7 juillet. Le premier échelon est arrivé à Manicani Island (en) dans le golfe de Leyte, le 27 juillet, et l'assemblage a commencé trois jours plus tard. Le 2 août, le reste du dock est entré dans la baie de Manicani et, à la mi-septembre, les dix sections avaient été réunies. Le dock a repris ses travaux de réparation peu de temps après, et cela s'est poursuivi jusqu'en février 1946. Le 28 février 1946, ABSD-1 a commencé les préparatifs pour l'inactivation et a été mis hors service le 31 mai 1946. L'USS ABSD-5 a également réparé des navires sur l'île de Manicani de mai 1945 à mai 1946.

## Service d'après-guerre
ABSD-1 est resté aux Philippines pendant l'été et l'automne 1946. Pendant ce temps, en août 1946, le quai sectionnel de base avancé a été reclassé une grande cale sèche flottante auxiliaire et a été renommé AFDB-1. Quelque temps après novembre 1946, ses sections furent remorquées des Philippines jusqu'à Pearl Harbor où elles furent placées en réserve. Son inactivité a duré presque exactement cinq ans. Puis AFDB-1 a été remis en service à Pearl Harbor le 2 juin 1951, sous le commandement du capitaine O.J. Stien. Plus tard ce mois-là, le dock flottant a été remorqué, par sections, à Guam dans les îles Mariannes où la marine améliorait une autre installation de réparation à proximité assez proche de la zone de combat pendant la guerre de Corée. Se présentant au service le 26 juin 1951, il n'a été complètement assemblé et prêt au service qu'au début du mois de mars 1952.
Actif à Apra Harbor pas tout à fait trois ans, AFDB-1 était de nouveau hors service et de retour en réserve en janvier 1955. Il est resté inactif à Guam pendant un peu plus de 15 ans. En 1970, cinq de ses sections ont été déplacées en baie de Subic aux Philippines où le dock a été remis en service le 17 novembre 1970. Sa troisième période de service actif s'est avérée être sa plus longue durée de près de 16 ans. Le 7 juin 1979, il est nommé Artisan. En octobre 1986, il a été mis hors service et son nom a été rayé du Naval Vessel Register En mars 1987, cependant, Artisan a reçu un sursis lorsque son nom a été réintégré au registre des navires de la marine.
Le 16 août 1996, sa Section 1D a été reclassée en tant que navire divers non classé IX-521, et le 2 mars 1998, sa Section 1C a été reclassée en IX-525. IX-521 a été rayé du registre des navires de la marine le 26 avril 2006, et il a ensuite été vendu en 2007. IX-525 est resté sur le registre jusqu'au 22 juin 2009 et il a également été vendu en 2010.

## Décoration
- American Campaign Medal
- Asiatic-Pacific Campaign Medal
- World War II Victory Medal
- National Defense Service Medal

## Galerie

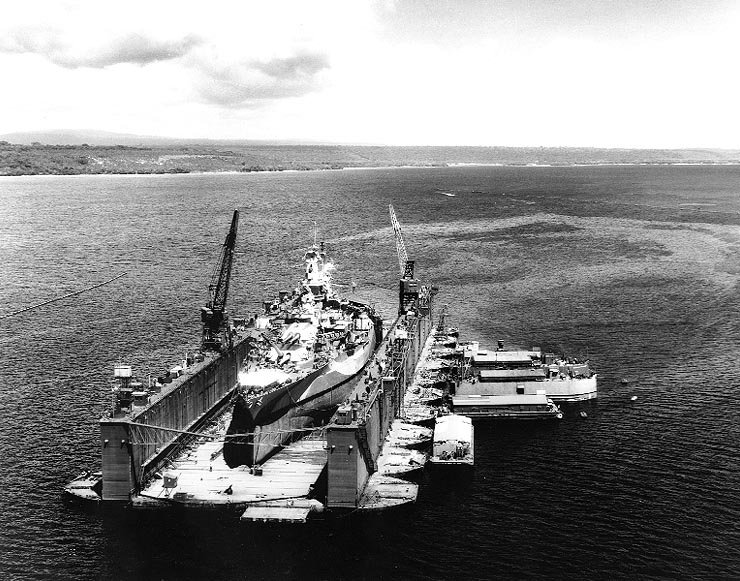
ABSD-1 en 1944
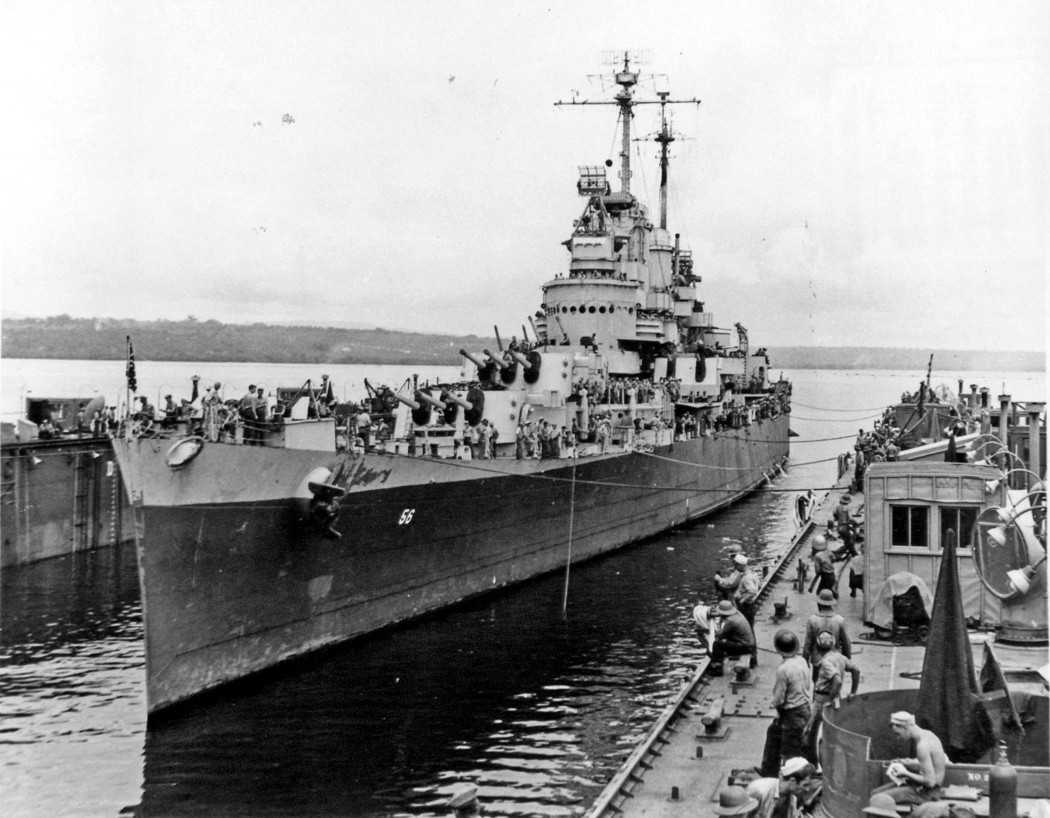
L'USS Columbia sur le ABSD-1 (1944)
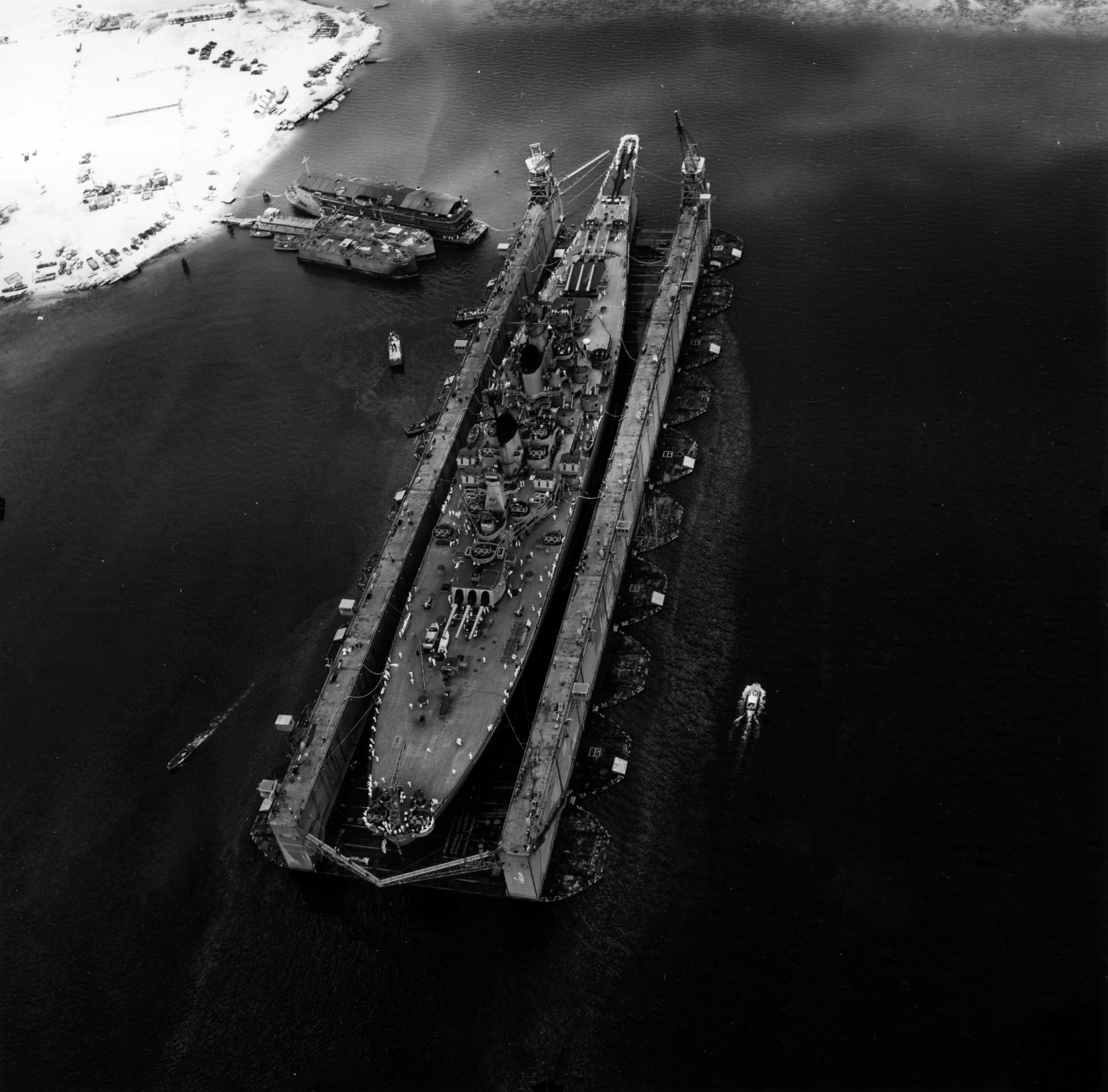
L'USS Wisconsin sur le AFDB-1 (1952)
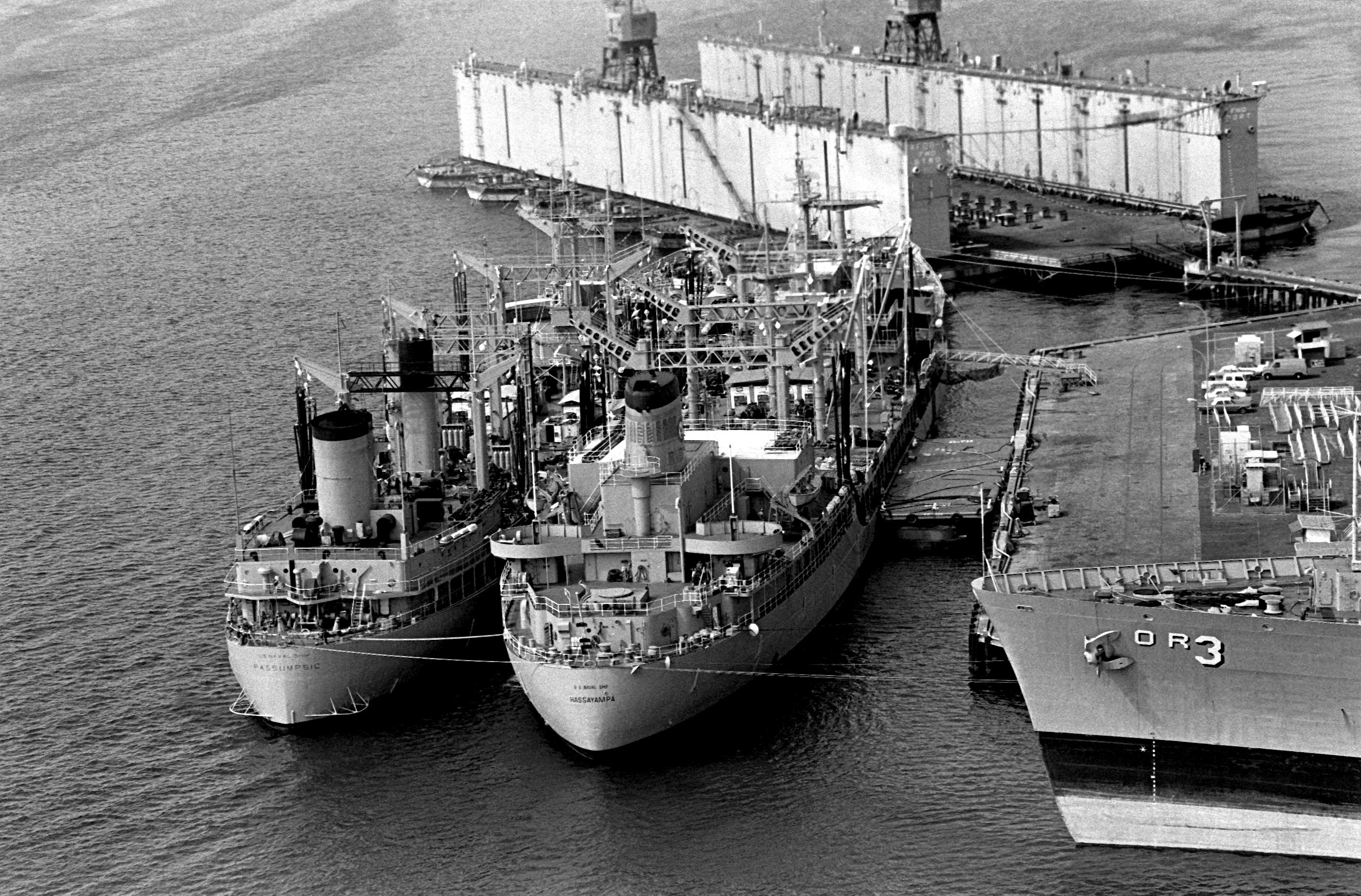
Une section Artisan aux Philippines (1982)

### Liens connexes
- Base navale d'Espiritu Santo
- Théâtre du Pacifique de la Seconde Guerre mondiale
- USS Los Alamos (AFDG-7)